# Messapus secundus
Messapus secundus är en spindelart som beskrevs av Embrik Strand 1907. Messapus secundus ingår i släktet Messapus och familjen flinkspindlar. Inga underarter finns listade i Catalogue of Life.